# رامة بايين (فراوان)
رامة بایین (بالفارسية: رامه پایین) هي منطقة سكنية تقع في إيران في سمنان. يقدر عدد سكانها بـ 138 نسمة .